# Coronel Bogado (Paraguai)

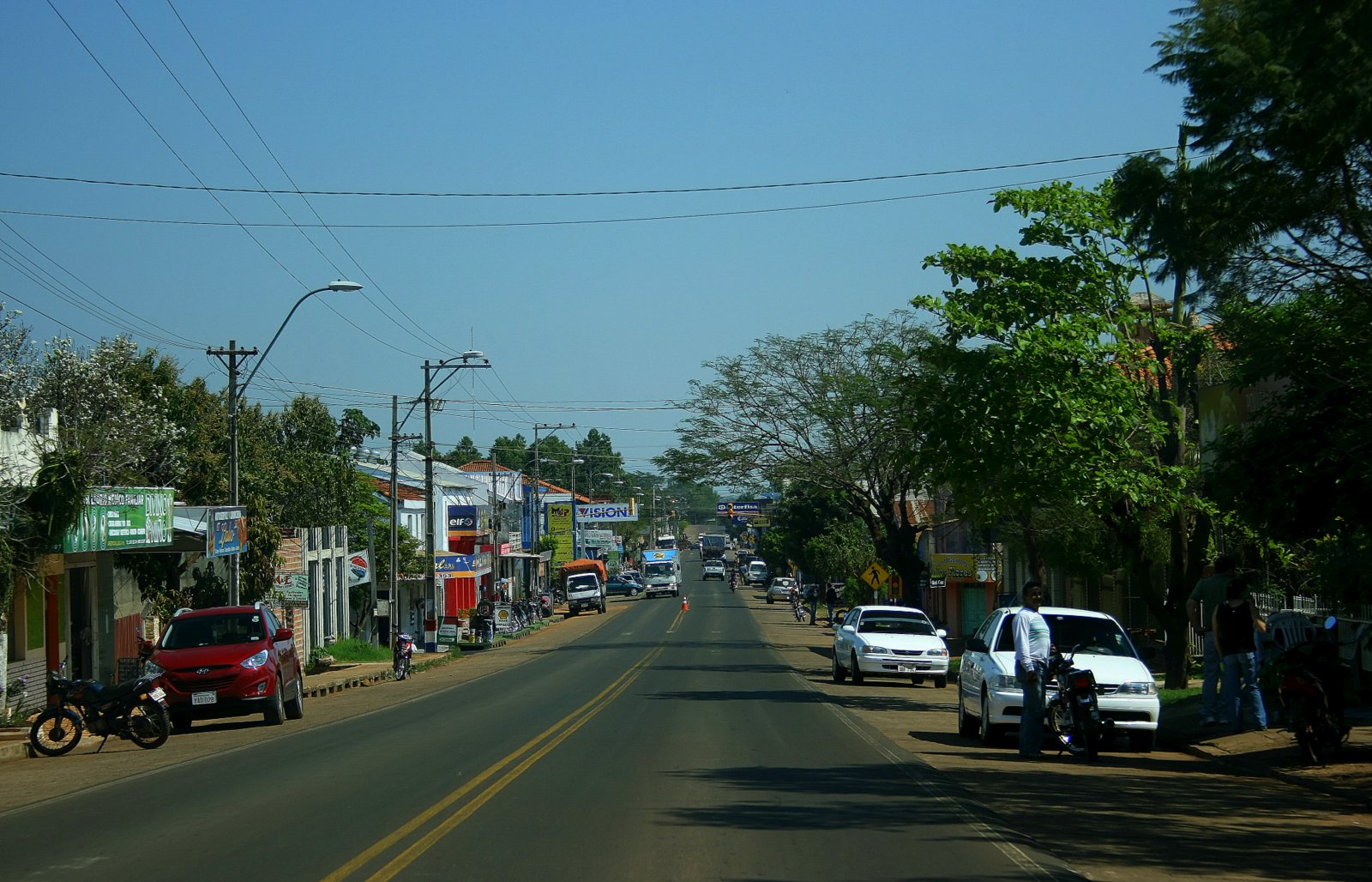
A Rota 1 passa pela cidade de Coronel Bogado.

Coronel Bogado é um distrito do Paraguai, localizado no departamento de Itapúa. Possui 20 887  habitantes. Seu nome vem da homenagem ao militar José Félix Bogado. Antigamente se chamava Ka'í Puente. 

## Transporte
O município de Coronel Bogado é servido pelas seguintes rodovias:
- Ruta 01, que liga a cidade de Assunção ao município de Encarnación.
- Ruta 08, que liga a cidade ao município de San Estanislao ((Departamento de San Pedro)
- Caminho em pavimento ligando o município a cidade de San Cosme y Damián[2][3][4]